# 克羅埃西亞國家檔案館
克羅埃西亞國家檔案館是克羅埃西亞的國家檔案館，位於該國首都萨格勒布，歷史可追溯自17世紀。除了位於萨格勒布外，該國也有幾處地方檔案館——别洛瓦尔、杜布羅夫尼克、戈斯皮奇、卡爾洛瓦茨、奧西耶克、帕津、里耶卡、錫薩克、斯拉沃尼亞布羅德、斯普利特、瓦拉日丁和扎達爾。

## 外部連結
维基共享资源上的相關多媒體資源：克羅埃西亞國家檔案館
- 官方网站 （英文） （克羅埃西亞文）

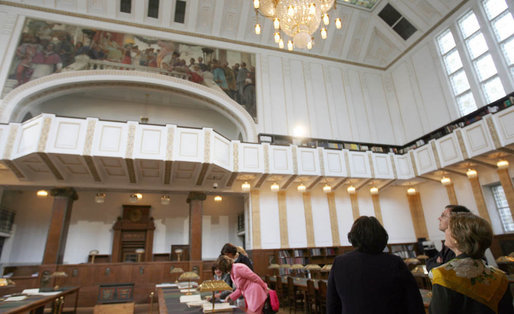
劳拉·威尔士·布什於2008年4月5日訪問克羅埃西亞國家檔案館。

- Hrvatski državni arhiv （页面存档备份，存于） （克羅埃西亞文）

45°48′22″N 15°58′13″E / 45.80611°N 15.97028°E